# Un ombrello pieno di soldi
Un ombrello pieno di soldi (francese: Le jardinier d'Argenteuil; tedesco: Blüten, Gauner und die Nacht von Nizza) è un film del 1966 diretto da Jean-Paul Le Chanois.